# 29585 Johnhale
29585 Johnhale è un asteroide della fascia principale. Scoperto nel 1998, presenta un'orbita caratterizzata da un semiasse maggiore pari a 3,0742591 UA e da un'eccentricità di 0,1450689, inclinata di 3,34478° rispetto all'eclittica.